# Monasterio de Ravanica
Ravanica (en serbio cirílico: Раваница) es un monasterio ortodoxo serbio en las montañas Kučaj cerca de Ćuprija en la Serbia central. Fue construido en 1375-1377 como dotación del príncipe Lazar de Serbia, que está enterrado allí.
Gavrila Ignjatović, fue higúmenia Monasterio de Ravanica, 1958-2005.
Monumento de cultura de excepcional importancia en 1979, y se encuentra protegido por la República de Serbia.